# Estadio España
Estadio España – stadion piłkarski znajdujący się w mieście Soyapango w Salwadorze. Mieści 3000 osób.